# Entorrhiza raunkiaeriana
Entorrhiza raunkiaeriana är en svampart som beskrevs av Ferd. & Winge 1915. Entorrhiza raunkiaeriana ingår i släktet Entorrhiza och familjen Entorrhizaceae.   Inga underarter finns listade i Catalogue of Life.